# ネズミムギ
ネズミムギ（Lolium multiflorum Lam.）は、単子葉類イネ科ドクムギ属に分類される植物の一種。楕円形の小穂が軸に密着する形の穂をつける。 牧草としてイタリアンライグラス（Italian ryegrass）の名で使われ、日本ではごく普通な雑草としてよく見られるもののひとつでもある。近似種にホソムギがあり、区別が難しい場合がある。

## 分布
ヨーロッパを原産地とする。
北アメリカ、南アメリカ、アフリカ、オセアニアといった世界の温帯から暖帯に帰化し、日本でも北海道から九州までの各地に広く見られる。

## 特徴
牧草として使われ、日本ではごく普通な雑草としてよく見られるもののひとつでもある。
一年草ないし二年草で、根元で枝分かれして束生し、背丈は30-100cmに達する。全体にすらりとした印象。茎には数節があって葉をつける。葉は細長く、長さ11-20cm、幅は3-8mm、ほぼ偏平で緑色。基部は葉鞘となる。
花期は5-7月で、茎の先端から一つの穂状花序を出す。穂は長さ15-30cm、ほぼ直立し、ほぼ等間隔に多数の小穂をつける。主軸は小穂ごとにやや曲がる。小穂には柄がなく、二列に並んだ小花の列の一方を茎に向ける。小穂は左右から扁平なので、穂全体も多少とも左右に扁平な印象となる。
小穂は両端のとがったやや細めの披針形で偏平、長さ1-2.5cm。緑色で無毛、8-20花を含む。穎はいずれも先がとがり、細い芒がある。
この類の小穂は比較的単純で、二列に並んだほぼ同じ形の両性小花が数個並んでいる。ただし基部にある小花を含まない穎である包穎は普通は二個あるが、この種では穂の先端の一個がこの形を保っているものの、側面にでる小穂では一つしか持たない。残っているのは軸の反対側の包穎で、これは第二包穎に当たる。
乾燥した草地に生える。道ばたでもよく見かけ、特に裸地によく出現する。小さな束になってまっすぐに立つ姿は独特である。ただし後述の近似種も同時にでる。
家畜の飼料として使用される場合、0.2%以上の硝酸態窒素が含まれていると、食欲不振やふらつき、時には呼吸困難や突然死を引き起こすこともある硝酸塩中毒を起こす可能性があり、継続的に比較的高濃度の硝酸態窒素を含む飼料を牛が食べることによって流産や胎児の異常、乳量や成長への影響等の慢性中毒が引き起こされる可能性も指摘されている。イタリアンライグラスでは、「ワセアオバ」という品種が他の品種と比べて硝酸態窒素を蓄積しにくい事が判明しており、幼苗期の硝酸態窒素濃度が低い個体を選び出し、それらの個体どうしを交配させる方法で硝酸態窒素の蓄積の少ない品種を生み出すことができる。

## 外来種問題
日本では明治時代から緑化や牧草に用いるために導入された。しかし、国立公園などの原生的な自然環境に侵入して、希少な在来種の植物の生育を阻害する可能性が懸念されている。また、花粉症の原因にもなる。そのため、外来生物法によって要注意外来生物に指定されている。

## ギャラリー

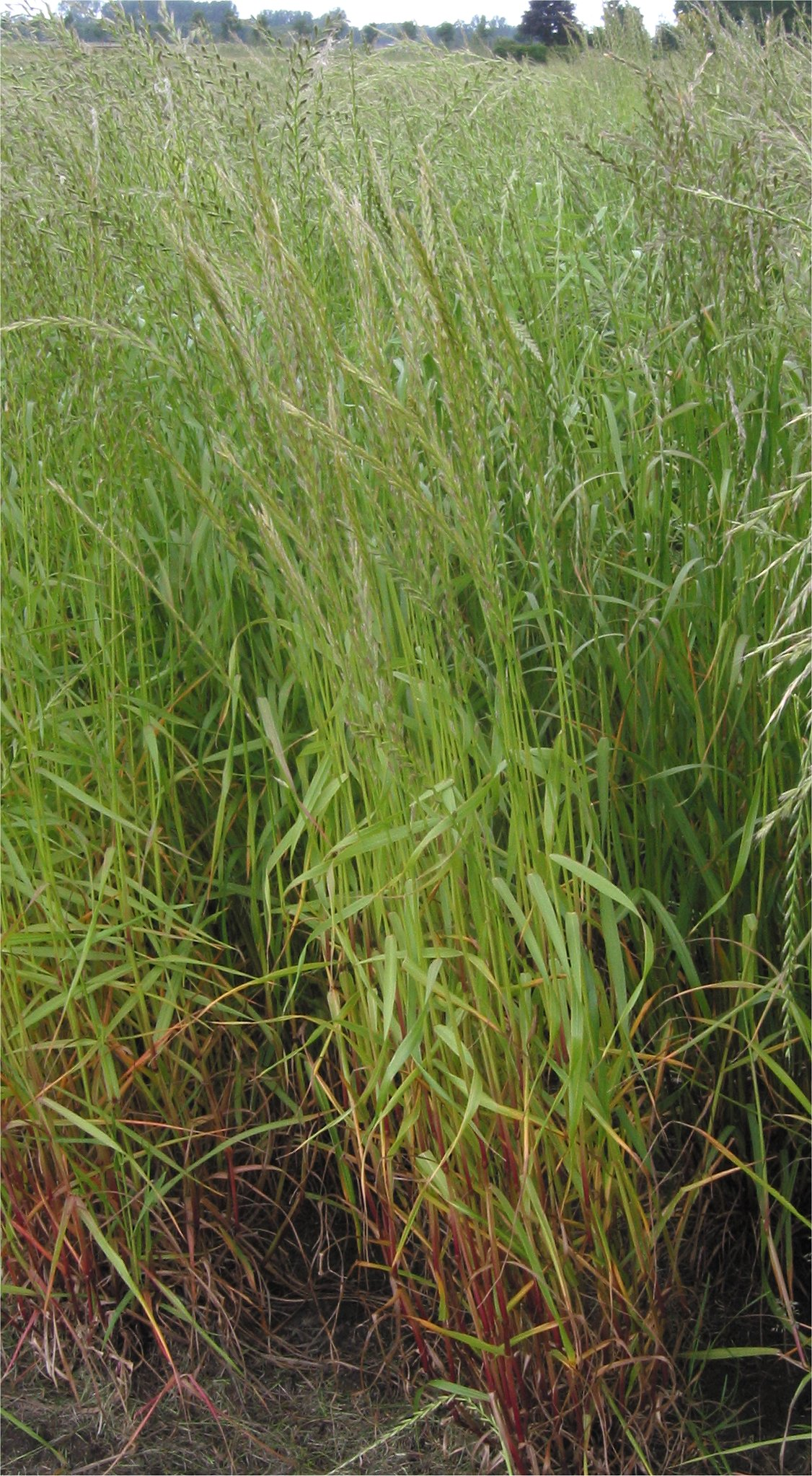
全草
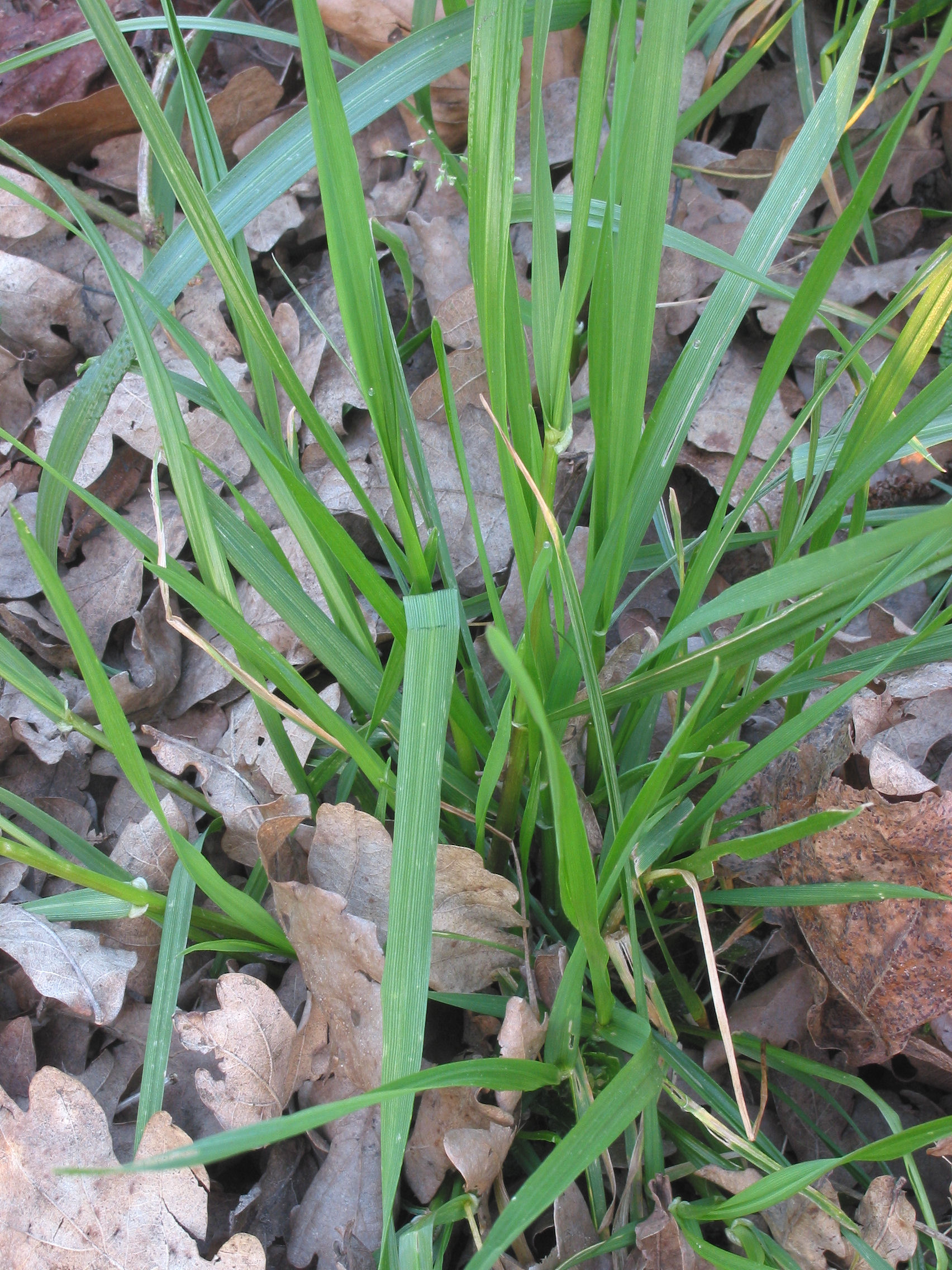
葉
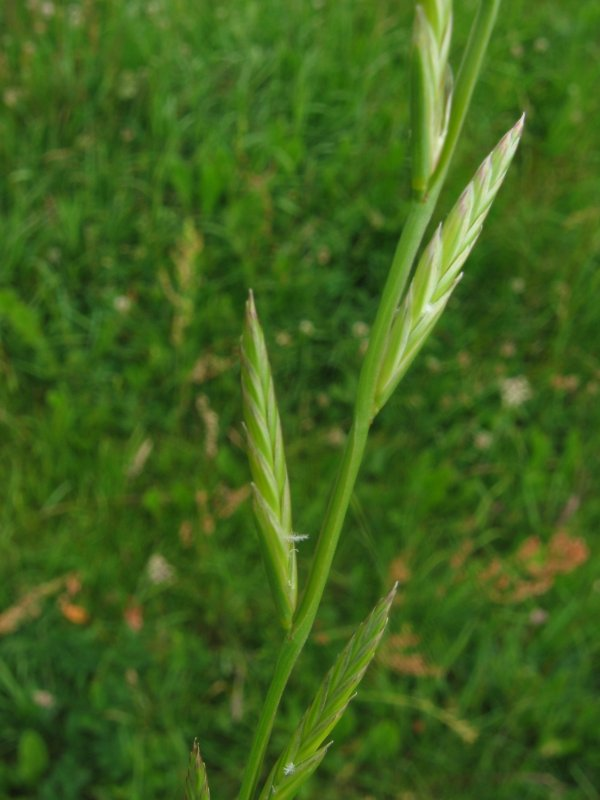
穂
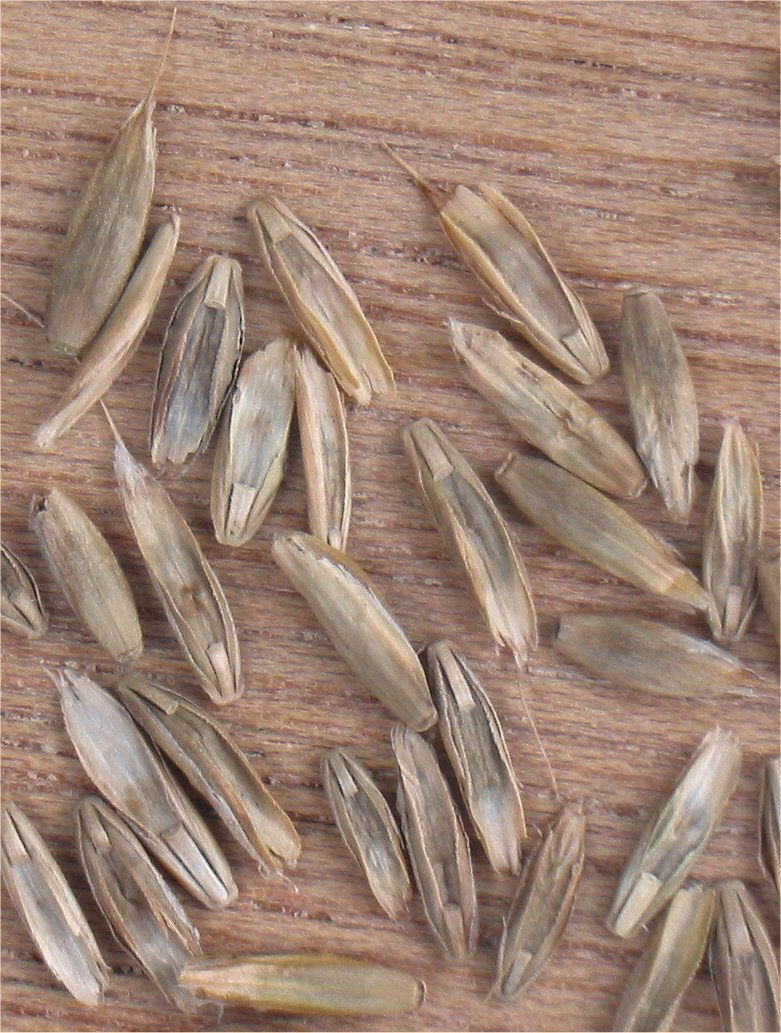
種子

## 近似種等
このように大きい小穂を穂状に、しかも間隔を開けて着けるものは他にないので、他の属のものと混同することはまずない。やはり大柄な小穂を穂状に着けるものにカモジグサをはじめとするカモジグサ属のものがあるが、それらの小穂は棒状で、非常に顕著な芒があり、混同することはない。しかし同属の近縁種に以下の種があり、この関係がややこしい。
- ホソムギ　L. perenne L.

全体の姿はほぼ同じである。典型的なものでは、小穂の包穎が遙かに大きいことが大きな特徴となる。ネズミムギでは包穎が護穎よりやや大きいだけで、その長さは小穂全体の半分よりずっと小さい。ホソムギでは包穎が時に小穂全体の長さに近いほど発達し、小穂全体を主軸の側に包穎で抱え込むような姿となる。また、護穎に芒がない。このように典型においては両者はかなり異なるのだが、実際にはこの中間的な姿のものが結構多く、判断に困る例が少なくない。これは変異が多いと言うだけでなく、両者の種間雑種も簡単にできているらしい。この種もヨーロッパ原産で日本や北アメリカなどに広く帰化しており、日本でもよく見られる。ただしネズミムギよりはまれだとされる。 
なお、ホソムギも牧草として使われ、 Perennial ryegrass の名で流通する。